# MG MZKS Kozienice
MG MZKS Kozienice – klub piłkarski z siedzibą w Kozienicach, założony w 1948 roku przez 15-osobową grupę założycielską.

## Historia
Początkowo klub nosił nazwę „Kozieniczanka”, którą później zmieniono na „Dąb”. Od 1976 roku funkcjonował pod nazwą „Miejsko-Zakładowy Klub Sportowy”, a w 1991 roku przyjął obecną nazwę – „Miejsko-Gminny Międzyzakładowy Klub Sportowy Kozienice”.
W latach 1995–1998 i 1999–2006 zespół grał w III lidze, dwukrotnie będąc bliskim awansu do II ligi, zajmując drugie miejsce na koniec sezonów 1995/96 i 1996/97.
W sezonie 1998/1999 klub występował w IV lidze. Trzykrotnie zdobył Puchar Polski na szczeblu okręgu radomskiego. 
Ze względu na wysokie zadłużenie klub wycofał się z rozrywek III ligi po rundzie jesiennej sezonu 2006/2007.

## Muzeum
W 2019 roku, z okazji siedemdziesiątej rocznicy powstania klubu, Gmina Kozienice, Kozienickie Centrum Rekreacji i Sportu oraz Kozienicki Dom Kultury im. Bogusława Klimczuka zorganizowały wystawę fotograficzną pt. „Podróż sentymentalna – 70 lat od powołania MG MZKS Kozienice”. 
Na podstawie tej wystawy, w okresie pandemii koronawirusa, utworzono wirtualne muzeum, gromadzące bilety, plakaty i wycinki prasowe z lat 1948-2006 odnoszące się do historii klubu. Strona internetowa muzeum zawiera zdjęcia prezentujące zmieniającą się na przestrzeni lat drużynę, zdobyte puchary oraz dokumenty.

## Sezon po sezonie
| Sezon   | Liga                    | Pozycja | Punkty | Z/R/P   | Bramki | Uwagi  |
| ------- | ----------------------- | ------- | ------ | ------- | ------ | ------ |
| 1995/96 | III liga (grupa Lublin) | 2       | 42     | 12/6/8  | 34:20  |        |
| 1996/97 | III liga (grupa Lublin) | 2       | 74     | 23/5/6  | 73:28  |        |
| 1997/98 | III liga (grupa Lublin) | 9       | 50     | 13/11/8 | 46:30  | spadek |
| 1998/99 | IV liga                 | 1       | 86     | 27/5/2  | 86:11  | awans  |
| 1999/00 | III liga                | 11      | 43     | 12/7/15 | 41:46  |        |
| 2000/01 | III liga (grupa 1)      | 7       | 58     | 18/4/15 | 50:46  |        |
| 2001/02 | III liga (grupa 1)      | 4       | 55     | 15/10/9 | 43:31  |        |
| 2002/03 | III liga (grupa 1)      | 4       | 51     | 15/6/9  | 48:27  |        |
| 2003/04 | III liga (grupa 1)      | 3       | 54     | 16/6/8  | 50:34  |        |
| 2004/05 | III liga (grupa 1)      | 10      | 42     | 11/9/10 | 39:35  |        |
| 2005/06 | III liga (grupa 1)      | 7       | 36     | 10/6/12 | 29:45  |        |
| 2006/07 | III liga (grupa 1)      | 16      | 4      | 1/4/25  | 8:71   | [ a ]  |